# Die Schur
Die Schur (tschechisch: Postřižiny) ist der Titel einer 1976 erschienenen komödiantischen Erzählung mit autobiographischen Bezügen des tschechischen Schriftstellers Bohumil Hrabal. Erzählt wird die Entwicklungsphase einer exzentrischen jungen Ehefrau. Die deutsche Übersetzung von Franz Peter Künzel wurde 1983 veröffentlicht.

## Überblick
Die Handlung spielt in den 1920er Jahren im tschechischen Nymburk. Marie (Mařinka) erzählt von ihrer Phase als lebenslustige, kindlich-naive Frau des pflichtbewussten Verwalters der städtischen Brauerei Francin. Sie trinkt und isst ausgiebig, lacht und tanzt gern mit den Beschäftigen, dem Verwaltungsrat der Brauerei sowie „Onkel Pepin“ und die burlesken Geselligkeiten arten meist in Slapstick-artige turbulente Exzesse aus. Schließlich greift Maries ernsthafter Mann in die Aktionen seiner Frau ein.
| → Kapitelübersicht |
| Die Erzählung besteht aus einer Reihe burlesker Situationen: 1. Die belgischen Brauereipferde Ede und Kare toben im Hof herum und werden von Francin gebändigt. 2. Am Schlachttag treibt Marie mit dem Metzger und Gästen ihren Schabernack. 3. Marie radelt durch die Stadt und lässt ihre langen blonden Haare bewundern. 4. Francins Bruder Josef (Pepin) kommt zu Besuch und löst durch seine lautstarken Redereien und seinen Schusterklebestoff eine Kettenreaktion aus. 5. Francin bringt von seinen monatlichen Fahrten nach Prag seiner Frau Geschenke mit, u. a ein Hochfrequenzgerät zur körperlichen Entspannung. 6. Pepin und Marie klettern auf den Brauereischornstein und lösen einen Feuerwehreinsatz aus. 7. Marie badet im Maschinenraum der Mälzerei und denkt an Situationen, bei denen sie beinahe ertrunken wäre. 8. Pepin unterhält durch Clownereien die Brauereiarbeiter. 9. Pepin und Marie tanzen ausgelassen Jitterbug und Marie verletzt sich den Knöchel. 10. Durch den Gipsverband ist Marie ruhig gestellt. 11. Marie verwirrt den Arzt mit dem Hochfrequenzgerät. 12. Marie lässt sich die Haare abschneiden als Beginn eines neuen Lebens. |

## Handlung

### Marinka
Im Zentrum der einzelnen Episoden steht die Erzählerin Marie, die ihre turbulente Entwicklungsphase schildert. Sie ist eine emotionale junge Frau. So beschreibt sie als schönsten Augenblick des Tages die Stimmung beim Anzünden der Petroleumlampen am Abend, wenn ihr von der Arbeit im Kontor ermüdeter Mann Francin in ihre Dienstwohnung zurückkehrt. (Kap. 1) Im Gegensatz zu ihrem disziplinierten Mann hat sie Sehnsucht nach kleinen persönlichen Freiheiten und Ausbruchsversuchen. Dementsprechend sympathisiert sie mit den kräftigen belgischen Brauereipferden Ede und Kare, die der Kutscher Martin beim Abzäumen nicht festhalten kann und die rebellisch im Hof herumtoben, bis Francin einschreitet und die Situation beherrscht. Marie schäumt über vor Lebenslust und verbindet ihre Liebe zu den Schweinen beim Füttern mit pragmatischem Genuss am Essen. Ironisch mit makabrem Humor lässt der Autor sie vor dem Schlachttag über ihre ambivalenten Gefühle dichten: „Ade ihr lieben Schweinchen mein, ihr werdet schöne Schinken sein“. Anschließend beschreibt sie das Schlachtfest genussvoll. An ihren Scherzen mit dem Metzger, als sie sich gegenseitig bei der Wurstherstellung, an ein „heidnisches“ Ritual erinnernd, Blut ins Gesicht schmieren, nimmt auch der an diesem Tag anwesende Verwaltungsrat teil und der Tag endet in einem großen Gelage mit Schlachtplatten und Bier. (Kap. 2) Narzisstisch verliebt ist sie in ihre fast körperlangen blonden Haare, die sie sich beim Friseur Bod’a Červinka waschen und auskämmen lässt. Bei ihrer Fahrrad-Rückfahrt flattern sie im Wind, sie dreht noch einige Runden auf dem Marktplatz und genießt die Bewunderung der Passanten. (Kap. 3) Diesen Körperkult beschreibt Marie auch bei ihrem Heißwasserbad im Maschinenraum der Mälzerei. (Kap. 7)

### Francin
Francin, der zurückhaltende und gewissenhafte Brauereiverwalter, wird durch seine Redisfeder Nummer drei hinterm Ohr charakterisiert. Er liebt seine schöne Frau und unterstützt ihre Eitelkeit durch Schmuckgeschenke und durch ein Hochfrequenzgerät mit einem Kamm zur Haarpflege sowie mit Elektroden zur Massage und Ozon-Inhalation mit Eukalyptus-Substanzen (Kap. 5). Weil sie gerne tanzt, bringt ihr Francin aus der Stadt ein Grammophon mit und sie tanzen Tango. Er hat dafür sogar einige Tanzstunden genommen, muss aber die Schritte zählen und kann im Unterschied zu seiner talentierten Frau den Rhythmus nicht einhalten. (Kap.9) Er mag ihre naive Mädchenhaftigkeit und arrangiert bei seiner Rückkehr aus der Stadt ein Suchspiel, um die versteckten Geschenke aufzuspüren. Ihr glücklicher Überraschungsschrei nach dem Fund ist Teil der Zeremonie und sie antwortet jeweils auf seine Frage „Wer hat dir das gekauft, Marinka?“ in „köstlich kindhafter Art“ mit „Francin […] mein Männlein“. So schafft er ihr eine Märchenwelt im abgeschlossenen Wohnraum, ihre kindlich-spontanen Auftritte in der Öffentlichkeit sind ihm dagegen peinlich.

### Pepin
In ihrem Schwager Josef, den sie Onkel Pepin nennt, findet sie einen kongenialen Spielpartner. Eigentlich kommt er nur zu Besuch, bleibt dann aber und bringt, wie Francin befürchtet hat, durch sein Brüllen und chaotisches Agieren Unruhe in den Haushalt und löst turbulente Kettenreaktionen aus. Für Marie ist er ein willkommener Unterhalter und sie nimmt ihm seinen groben Umgangston nicht übel, z. B. wenn er ihr Wissen über die Verwandtschaft, über das Militärwesen und sein Schusterhandwerk testet und über ihre angebliche Unwissenheit lautstark schimpft, was die im Nachbarraum tagenden Vorstandsmitglieder der Brauerei stört. Francin ermahnt ihn zur Ruhe, verschmiert sich aber mit dem in der Küche herumliegenden „Schusterpech“, einem hartnäckigen Kleber, die Hände und verschmutzt damit bei seinen Befreiungsversuchen seine Kleider und Akten, und die Vorstandssitzung muss abgebrochen werden. Nach einer ähnlichen Verklebung verbrennen der verärgerte Francin und sein schuldbewusster Bruder die Schusterutensilien. (Kap. 4)
Noch spektakulärer sind die Folgen einer Schornsteinbesteigung: Nach dem Verbrennen der Schusterausrüstung spielt der beschäftigungslose Pepin in einer Ecke der Brauerei Militärausbildung, Paradeschritt, Zweikampf usw., und steigt mit Marie zur Beobachtung der Umgebung auf den hohen Schornstein. Sie lässt ihre langen Haare im Wind wehen und wird von der Stadt aus beobachtet, was sie genießt, aber einen Feuerwehreinsatz auslöst. Während sie und Pepin wohlbehalten wieder auf dem Boden anlangen, stürzt der zu ihrer Rettung hochgestiegene Kommandant ab und fällt ins Sprungtuch. Um eine Wiederholung solcher Aktionen zu vermeiden, wird Pepin zur Behandlung seiner „Brüllsucht“ in der Brauerei angestellt. Aber er unterhält v. a. die Arbeiter mit Gesangsvorführungen, Ringkämpfen und Anekdoten und seine Zuschauer lachen über den Clown. (Kap. 8)

### Der Schnitt
Maries kindliche Spontaneität kippt zunehmend um ins Bizarre. Sie entdeckt die neue Mode, alles wird kürzer: Im gekürzten Rock zeigt sie beim Fahrradfahren ihre Knie. Doktor Gruntorád erklärt die Kürzungen als Zeiterscheinungen: die Arbeitszeit, die Entfernungen durch schnelleres Fahren, die Musik durch das Radio usw. Marie sind die Tisch- und Stuhlbeine in ihrer Wohnung zu lang und Onkel Pepin hilft ihr bei der Neugestaltung. Während er Anekdoten erzählt, wird ein Bein zu kurz, aber Marie gleicht den Unterschied spontan mit Büchern aus. Auch der Schwanz des Hundes Mucek ist nicht mehr modisch. Marie hackt ihn ab, während sie das Tier mit süßen Kremrollen ablenkt. Francin muss später den Hund erschießen, weil er nicht aufhört, vor Schmerz zu jaulen. Beendet werden Maries Aktionen nach einem akrobatisch wilden Jitterbug-Tanz mit Pepin durch ihren Sturz über ein abgesägtes Tischbein. (Kap. 9) Vorübergehend wird sie mit ihrem eingegipsten Fuß ruhig gestellt. (Kap. 10)
Ein letztes Mal sorgt Marie für Turbulenzen, als sie dem ihren Fuß behandelnden Arzt Gruntorád das Hochfrequenzgerät vorführt. Dabei vergisst sie die Ingredienzen des Ozon-Inhalators zu verdünnen und der Doktor läuft verwirrt-euphorisiert davon. Francin ist offenbar am Ende seiner Geduld mit den Eskapaden seiner Frau. Damit ist auch für Marie ein Wendepunkt erreicht: Sie fährt zum Friseur Bod’a Červunka und lässt sich ihre langen blonden Haare abschneiden. (Kap. 12) Als sie im Spiegel das Bild eines hübschen jungen Mannes mit einem frechen Gesichtsausdruck sieht, wird ihr bewusst, dass Bod’a aus ihr die Seele herausgeschält hat: „Dieser Kopf à la Josephine Baker charakterisierte mich, das war jetzt mein wirkliches Konterfei, hierorts würde meine neuen Frisur auf die Leute wirken wie eine Keule.“ Auf ihrem Rückweg wird sie zuerst von den Passanten nicht erkannt, doch dann von den Frauen des Verschönerungsvereins mit ihren Rädern verfolgt und beschimpft. Als Francin sie mit dem Kurzschnitt erblickt, haut er ihr mit dem Schlauch der Luftpumpe den Hintern und sagt: „So, mein Mädchen, jetzt fängt ein neues Leben an.“ Er kommt ihr, als sie zu ihm hoch schaut, schön vor wie nach der Bändigung der wild gewordenen Pferde zu Beginn der Handlung und sie versucht die Situation vor den zuschauenden Radlerinnen zu überspielen, indem sie ihnen erklärt, wo sie die Luftpumpe gekauft hat.

## Form
Die Romanhandlung besteht aus einer Folge burlesker überdrehter Episoden. Dabei verwendet der Autor verschiedene traditionelle Elemente der Komik: die Charakterkomik des Schelms, des Narren, und weiterer Commedia-dell’arte-Figuren sowie die Situationskomik mit aus dem Stummfilm bekannten turbulent-überdrehten Slapstick-Szenen.

## Autobiographische Bezüge
„Die Schur“ ist der erste Teil der Trilogie „Das Städtchen am Wasser“ (Městečko u vody), in welcher der Autor seine Kindheit literarisch verarbeitet (2. Teil: „Schöntrauer“, 3. Teil „Harlekins Millionen“). Auch die Werke „Das Städtchen, in dem die Zeit stehenblieb“ (Městečko, kde se zastavil čas, 1973) und „Tanzstunden für Erwachsene und Fortgeschrittene“ (Taneční hodiny pro starší a pokročilé, 1964) haben autobiographische Bezüge:
Nachdem Hrabals Mutter Marie Kiliánová 1920 und der Buchhalter der Brauerei in Polná František Hrabal heirateten und dieser den unehelichen sechsjährigen Bohumil adoptierte, zog die Familie nach Nymburk an der Elbe in der Mittelböhmischen Region. Hier verbrachte der Autor seine Kindheit und Jugend und lernte die Arbeitsvorgänge und das bunte Geschehen in der Brauerei kennen. Josef, genannt Onkel Pepin, der Bruder seines Stiefvaters František kam eines Tages „zu Besuch“ und blieb „bis zum Tode“.

### Schöntrauer
In „Schöntrauer“ (Krasosmutnění, 1979), dem 2. Teil seiner Trilogie „Das Städtchen am Wasser“, ins Deutsche übersetzt von Franz Peter Künzel, erzählt Hrabal in einer Mischung aus Phantasie und Erlebtem humorvoll aus der Perspektive des Kindes burleske alltägliche Begebenheiten aus seiner Heimatstadt. Der Titel ist einer tragikomischen Situation entnommen, dem Tod des Bürgermeisters: „Der Herr Schuldirektor erklärte uns, dass heute ein Tag der Trauer sei, und damit wir alle auch schön trauern könnten, falle der Unterricht aus … Ich schöntrauerte.“
Aus einem Bedürfnis in die Kindheit zurückzukehren, erinnert er sich an die üppigen Abendessen seiner schönen, gerne Theater spielenden Mutter (Kap. Die Sextanerin), an den ernsthaften, um die Erziehung des Sohnes besorgten Vater und die beiden von den Eltern wie Kinder verwöhnten Katzen Celstýn und Militka (Kap. Die geteilte Wohnung). Ergänzt wird das Familienbild von zwei exzentrischen Onkeln: den aus der „Schur“ bekannten Pepin mit seinen Aufschneidereien und den bei seinem Besuch in der Brauerei als Opernsänger hochstapelnden Vinzek.
Der Junge im Matrosenanzug gibt in einem Aufsatz als Berufswunsch „Arbeitsloser“ an: „Ein Arbeitsloser geht genauso ungern in die Arbeit, wie ich in die Schule gehe.“ Er hält sich am liebsten an der Elbe auf und beobachtet die vorbeifahrenden Kähne. Die Tätowierungen auf der Brust des Sandschippers Korecký bringen ihn auf die Idee, sich von Lojza ins Wirtshaus zur Brücke ein Segelschiff stechen zu lassen. Das Geld dafür „leiht“ er sich vom heiligen Antonius aus dem Opferstock. Anschließend will er das Schiff vom Herrn Dechanten segnen lassen. Er trifft ihn im Pfarrhaus an, als er gerade seine zwei jungen Köchinnen im Zimmer herumwirbelt, und erfährt, dass Lojza ihm eine Meerjungfrau auf die Brust tätowiert hat.
Abrupt beendet wird der verklärte Rückblick des Jungen durch den Abbruch der Premiere der Komödie „Die Sextanerin“, in der die Mutter die Titelfigur spielt. Deutsche Soldaten haben die Stadt besetzt.

### Harlekins Millionen
„Harlekins Millionen“ (Harlekýnovy milióny, 1981), den von Petr Simon und Max Rohr ins Deutsche übersetzten letzten Teil der Trilogie, nennt Hrabal ein Märchen, in dem sich Fiktion und Faktizität zu Komischem, Makabrem, Wehmütigem und Vergänglichem vereinen. Der Schauplatz ist ein als Alters- und Pflegeheim genutztes Schloss. Zu Beginn des Romans geht die Erzählerin Marie durch die Kastanienallee mit alten brüchigen Bäumen auf das Portal zu. Sie durchschreitet den Tunnelweg mit herabfallenden Ästen. Am Tor wechseln Rentner einander als Wächter ab und kontrollieren die ein- und ausgehenden Alten. Bisher kamen Marie und Francin nur an Besuchstagen hierher, um nach Pepin zu schauen, der seit drei Monaten in der Abteilung für Gehbehinderte liegt.
Heute geht sie das erste Mal durchs Schloss als Bewohnerin. Francin hat von seiner Rente ein Zimmer für sie beide gemietet, sie werden im Speisesaal essen und im Park spazieren gehen. Nach 40 Jahren des Zusammenseins haben Marie und Francin sich alles gesagt. Sie wollen jetzt nur noch bis zum Ende einander beistehen. Francin schirmt sich in einer russischen Pelzmütze mit Ohrenklappen ab. Er interessiert sich nur noch für die Radionachrichten aus aller Welt. Bei ihren Spaziergängen durch den Schlosshof hört Marie aus Drahtfunkkästchen Streichmusik, die ein Solo begleitet: „Harlekins Millionen“. Diese Stummfilmbegleitung von Liebesszenen umrankt das Schloss. Eine Woche später entdeckt sie auf der mit einem Drahtzaun abgesperrten Schlossterrasse Statuen nackter junger Männer und Frauen: Junge Schönheiten im verbotenen Park. Von hier aus führen die Erinnerungen die Erzählerin nach Nymburk, das Städtchen ihrer Jugend, zurück. So bewahrt sie sich die Lebenskraft, während die anderen Rentner im täglich gleichen Ablauf erstarren, wie die alte stehengebliebene Uhr im Schlosshof, die immer dieselbe Zeit anzeigt: „[U]nd so wurde ich wieder so, wie ich gewesen war, eine stolze Alte, die sich von den anderen unterschied wie damals, als ich Fahrrad fuhr und meine Beine die ganze Stadt beeindruckten“.

### Tanzstunden für Erwachsene und Fortgeschrittene
Zeitlich zwischen den zweiten und den dritten Teil der Trilogie ist die aus einem Satz bestehende Rede des alten Pepin an Fräulein Kamila einzuordnen. Im fließenden Übergang springt der Erzähler von einer abenteuerlichen Anekdote aus seinem „Heldenleben“ als potenter Frauenliebling zur nächsten. Dieser Monolog findet sich zuerst in dem Prosatext „Die Leiden des alten Werther“, welcher später zu „Tanzstunden für Erwachsene und Fortgeschrittene“ umgeschrieben wurde. Vorlage waren die Plaudereien seines Onkels, die Hrabal zu seinem literarischen Stil entwickelte, für den er das Wort „pábit“ (deutsch „bafeln“) erfand.

## Rezeption
In den Rezensionen werden vorwiegend der Stil des „spontanen Surrealismus“ und Hrabals Methode des Widerstands thematisiert.
„Die Welt, wie Bohumil Hrabal sie sieht, ist eine ‚gigantische Kneipe‘. Seine Figuren sprechen über ihr Leben, als hätte das zweite oder dritte ‘zehngrädige Bierchen‘ ihnen die Zunge gelöst: brabbelnd, schwafelnd, bramarbasierend, sprunghaft, respektlos, obszön, aber immer lustvoll, immer voller Enthusiasmus. ‚Automat Svět‘ (Stehimbiss Welt) hieß, so programmatisch wie folgerichtig, ein Band mit ausgewählten Texten Hrabals, der 1966 in Prag erschien – zu einer Zeit, als Hrabals "spontaner Surrealismus" zum Inbegriff der Liberalisierung geworden war, jenes "Prager Frühlings" also, der 1968 im Herbst so freundschaftlich beendet wurde.“ In diesem Zusammenhang wird von der Kritik weitgehend übereinstimmend das Lesevergnügen der Romane Hrabals gelobt, das aus der Virtuosität des Schriftstellers bei der Verbindung von literarischem Surrealismus und bodenständiger volkstümlicher Dichtung entsteht: „Hrabal verfügt souverän und darum unauffällig über die Mittel der europäischen Moderne. […] Doch seinen Stoff bezieht er stets aus nächster Nachbarschaft, den Kneipen, der eigenen Familiengeschichte. Was sich seine Leute beim Bier erzählen (und getrunken wird viel), das erscheint, vermeintlich ungebrochen, in seinen Geschichten wieder, als wäre es aus dem Leben gegriffen - und zugleich in einer merkwürdig surrealistischen Beleuchtung.“
Hrabal musste sich mit dem politischen System seines Landes arrangieren, um publizieren zu dürfen. Deshalb ist sein Widerstand anderer Art als bei den Exilschriftstellern: „Hrabals Helden sind ‚auf Erlebnisse versessene Menschen, deren Köpfe vor tollen Träumereien glühen‘. Jeder für sich ist der Souverän einer Welt, die sich – durch das ‚Diamantauge‘ der Imagination gesehen – in ein irdisches (und zutiefst menschliches) Paradies verwandelt hat. […] Und es ist auch ein Stück jener ‚Prager Ironie‘, die er so definiert hat: ‚Sie ist der vergebliche Kampf um den Menschen und für seine Sicht auf die Welt, die ihn umgibt, sie ist der Kampf der Menschlichkeit gegen den bloß formalen Humanismus, sie ist die Schlacht gegen die alleinseligmachende Staatstheorie und den Apparat der Bürokratie.“
Susanna Roth (Rezension in der Neuen Zürcher Zeitung) und Detlef Rönfeldt kritisieren an der Ausgabe der „Nymburker Trilogie“ die Übernahme von umgearbeiteten tschechischen „Originalen“, ohne in einem Nachwort die Editionsgeschichte der Texte darzustellen. „Seit Hrabal publizieren darf, verfasst er Variationen seiner Texte. Bevor aber eine offensichtlich (selbst) zensierte Fassung wie ‚Schöntrauer‘ einem fremdsprachigen Publikum kommentarlos vorgelegt wird, sollte der Verlag sich überlegen, ob er dem Autor (und sich selbst) längerfristig nicht eher schadet.“

## Adaptionen
- Tschechischer Film „Postřižiny“, 1980. Regie: Jiří Menzel. Besetzung: Jiří Schmitzer (Francin), Magda Vášáryová (Maryka), Jaromír Hanzlík (Pepin)
- Divaldo Josefa Kajetana Tyla v Plzni (J.K.Tyla Theater Pilsen) „Postřižiny“, 2021. Text: Jiří Janků, Petr Svojtka. Regie: Šimon Dominik
- Hörbuch „Schöntrauer“, 2011, gelesen von Mario Adorf, Textfassung: Jürgen Plank. hörkunst kunstmann